# Fritz Kuchel

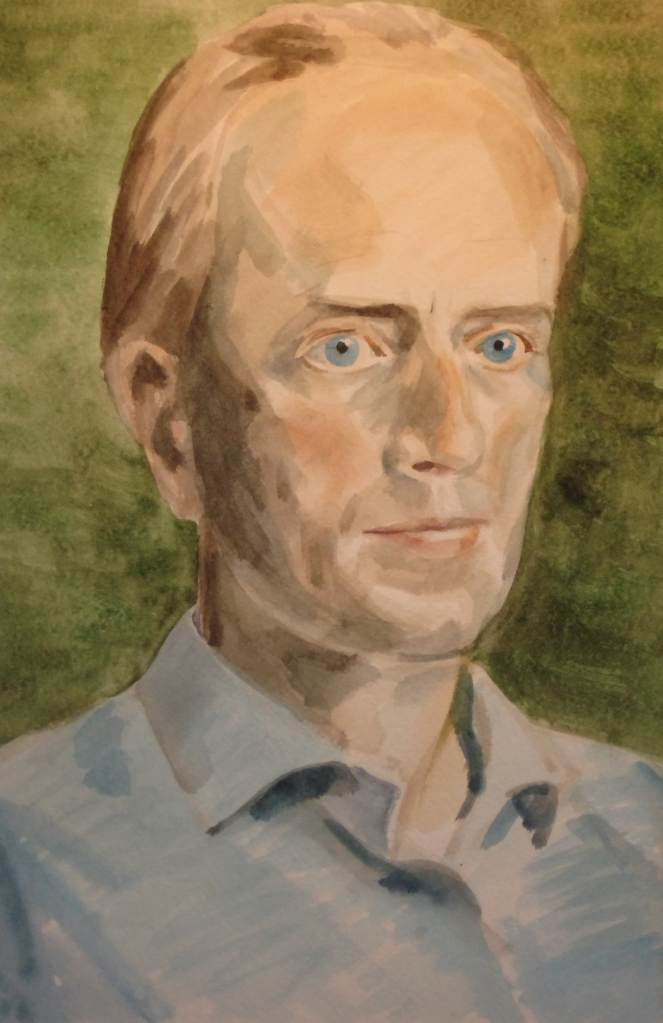
Selbstportrait Fritz Kuchel, Wasserfarben ca. 1947

Fritz Kuchel (* 24. Oktober 1902 in Hamburg; † 4. Mai 1990 in Lübeck) war ein deutscher Holzbildhauer und Restaurator, Sohn des Kunstmalers Max Kuchel.

## Leben
In Zwiesel, Niederbayern absolvierte er eine Holzbildhauerlehre ab 1921, und machte dort seine Gesellenprüfung. Er besuchte die Kunstgewerbeschule Altona von Sommer 1923 bis Mai 1925, danach folgte eine Weiterbildung in der Gewerbeschule München.
Anschließend arbeitete er als selbstständiger Bildhauer in Hamburg und wurde Mitarbeiter in der Werkstatt für Denkmalpflege des Prof. Max Kutschmann und Prof. Paul Thol in Berlin.
1931 wurde er nach Danzig empfohlen und leitete dort die Restaurierung an der Marienkirche, in seiner Position als Hauptrestaurator am Landesamt für Denkmalpflege.
In Danzig studierte er von 1932 bis 1933 Architektur bei Karl Gruber und von 1940 bis 1943 Kunstgeschichte bei Willi Drost.
Nach dem Zweiten Weltkrieg betätigte er sich als Holzbildhauer in Walsrode, mit gelegentlichen Restaurierungsarbeiten.

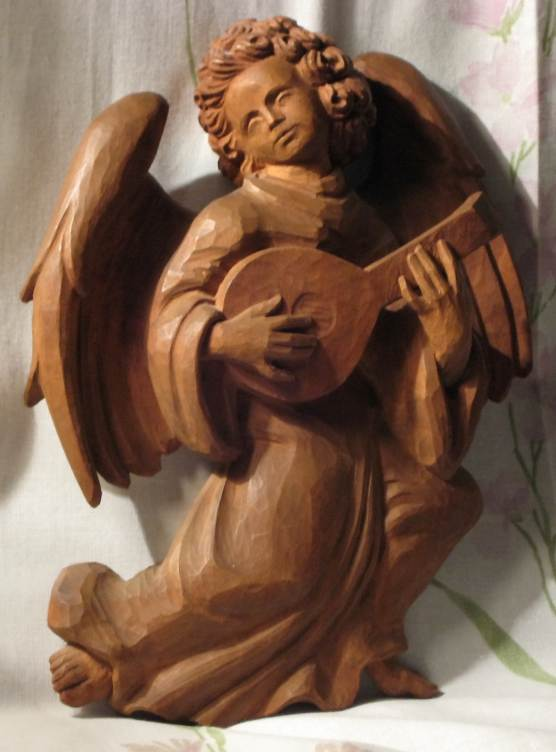
Geschnitzter Holzengel von Fritz Kuchel, Lindenholz ca. 1950

In seiner späteren Berufslaufbahn war er Leiter der Restaurierungswerkstatt am Museum für Kunst- und Kulturgeschichte in Münster-Westfalen.
Auch im Ruhestand in Lübeck arbeitete er weiter an der Vervollkommnung des Porträtzeichnens sowie der Buchillustration und lehrte in privaten Zeichen und Malkreisen.

## Veröffentlichungen

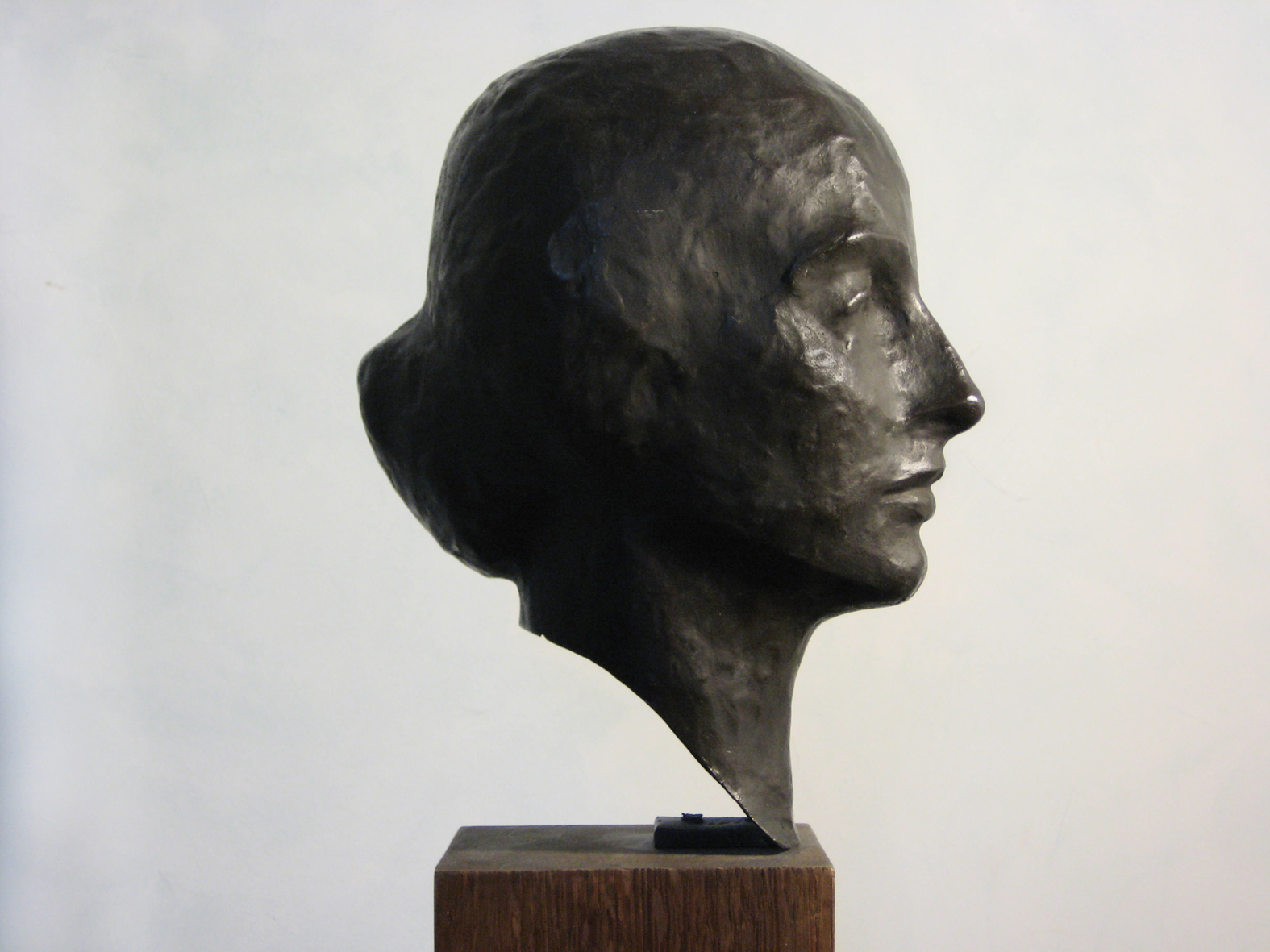
Bronzekopf Fritz Kuchel, ca. 1925

- Bronzekopf Fritz Kuchel, ca. 1925Die Restaurierung des Doppelbildnisses der Gräfinnen Rietberg. In: Westfalen Bd. 36 1958 S. 213f.
- Die Restaurierung des Borkener Gabelkreuzes. In: 1200 Jahre Sankt Remigius, Borken. Borken, 1983. S. 271–282